# Chiesa della Santa Croce (Görlitz)
La chiesa della Santa Croce (in tedesco Heilig-Kreuz-Kirche) è una parrocchiale nel centro urbano di Görlitz, città nello stato federale della Sassonia in Germania. Appartiene alla diocesi di Görlitz e risale al XIX secolo, risultando così il primo luogo di culto della Chiesa cattolica di Görlitz dopo la Riforma protestante.

## Storia

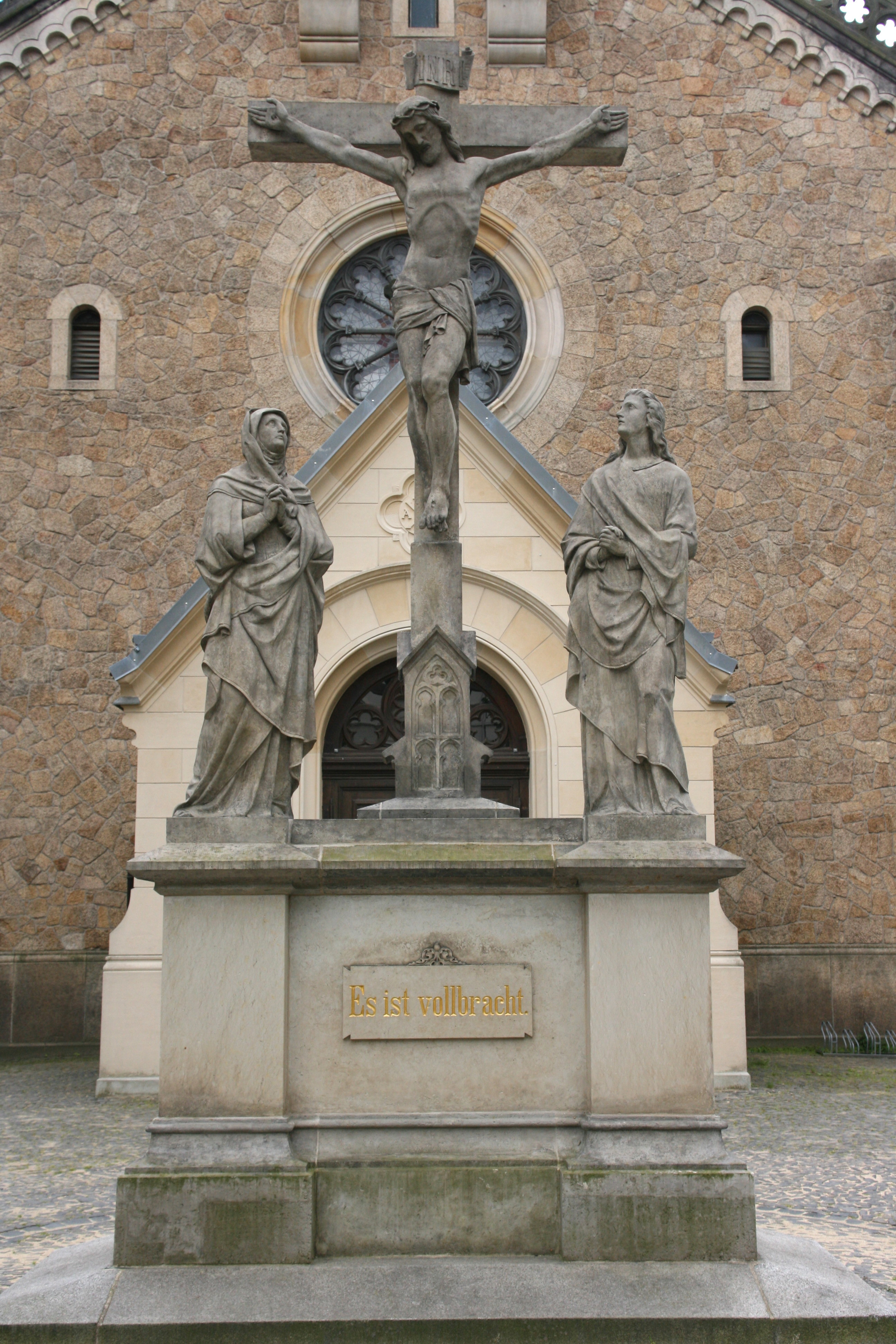
Gruppo scultoreo raffigurante la Crocefissione davanti alla chiesa

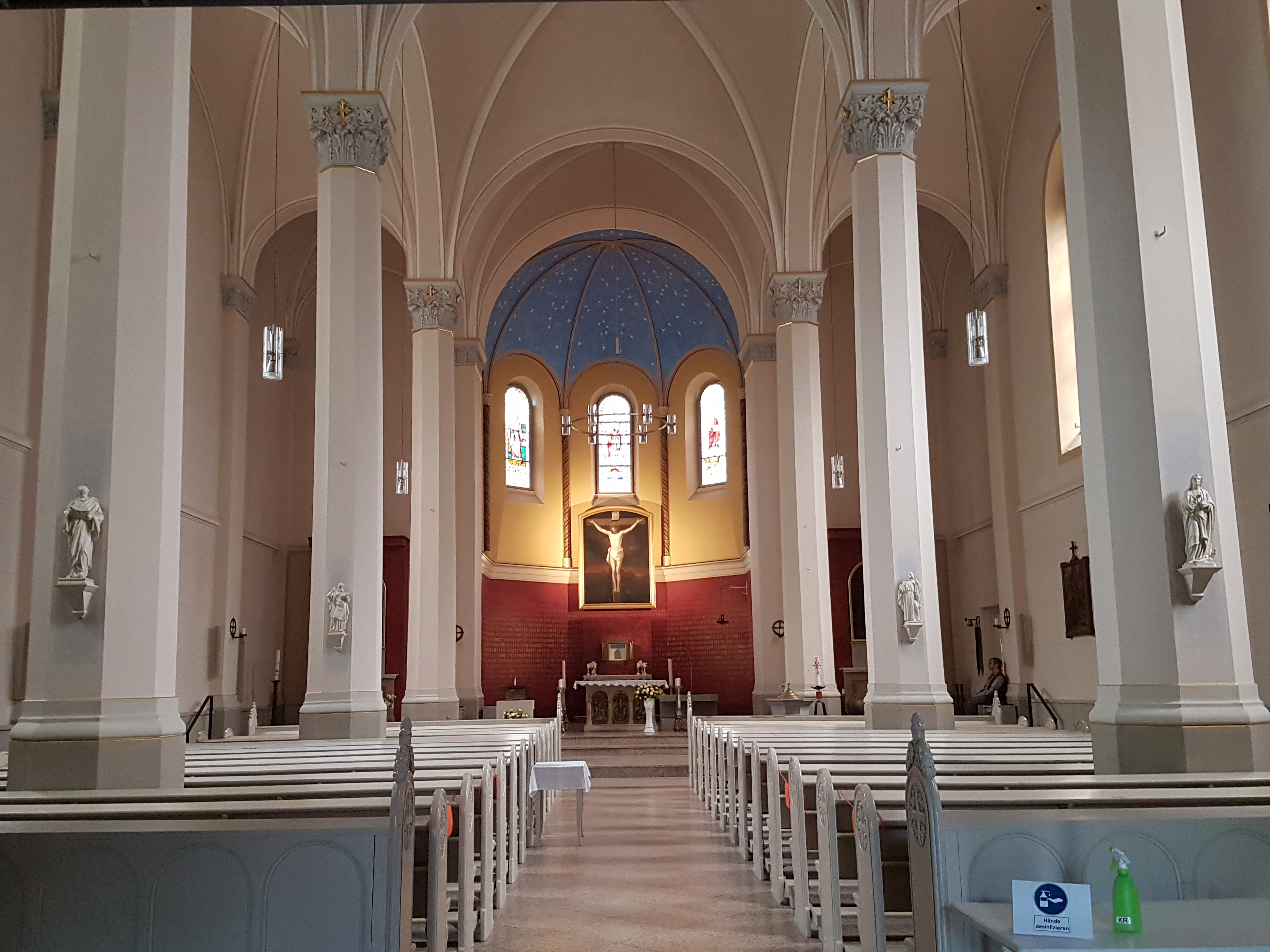
Interno della sala con il presbiterio

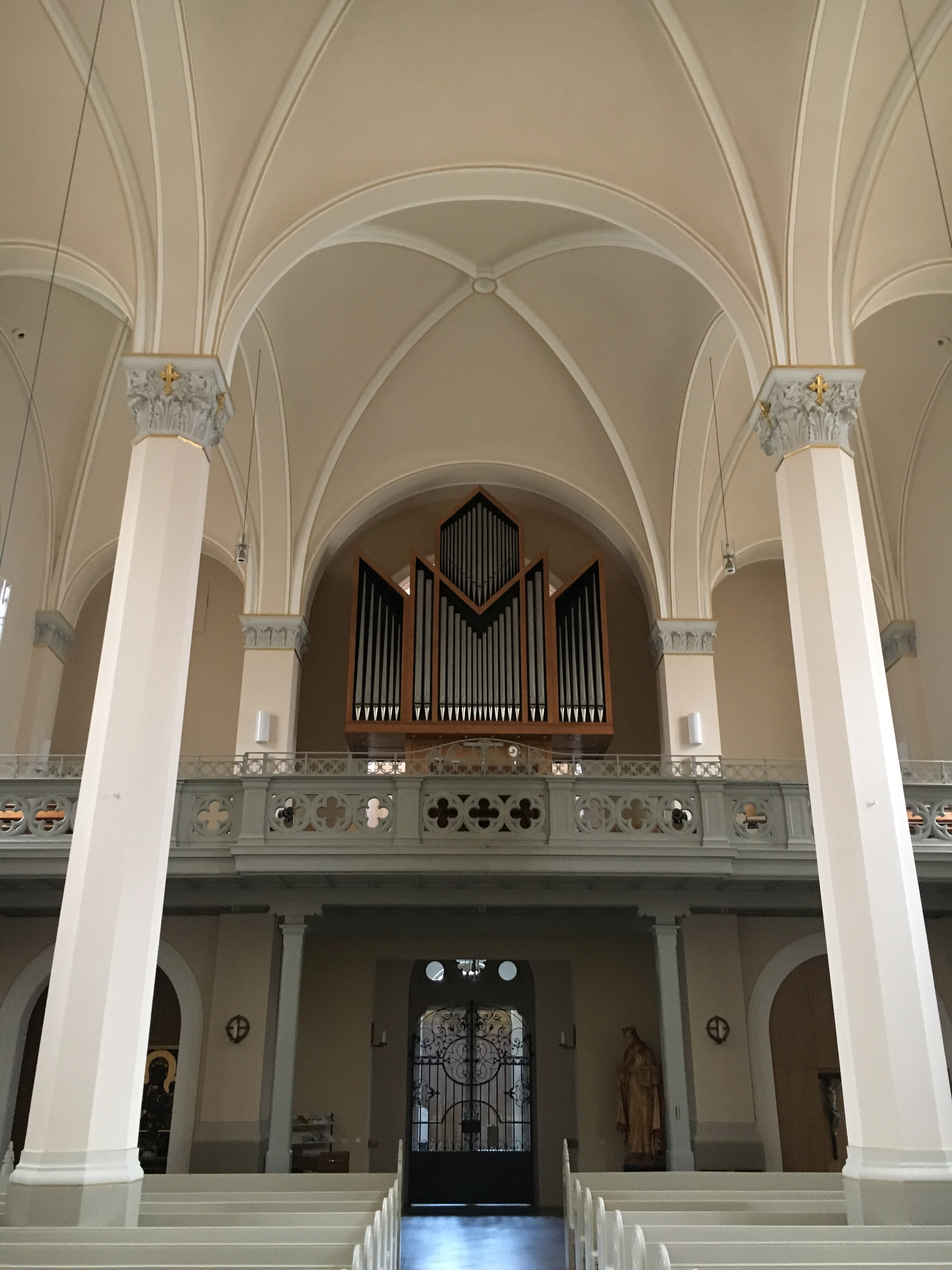
Interno della sala, controfacciata e cantoria con organo a canne

L'erezione della chiesa merita interesse perché fu il primo luogo di culto cattolico costruito a Görlitz dopo la Riforma protestante che localmente arrivò il 27 aprile 1525. La prima pietra per l'erezione della chiesa fu posta il 27 agosto 1850. La chiesa madre è l'antica chiesa di San Venceslao a Jauernick e fu costruita in stile neoromanico su progetto di Schinkel August Soller. La solenne consacrazione fu celebrata il 27 aprile 1853 dal vescovo ausiliare di Breslavia Daniel Latussek. Nel 1893 fu necessario il suo ampliamento a causa del gran numero di fedeli che la frequentavano. Tra il 1992 e il 1995 la chiesa è stata sottoposta ad un importante intervento di restauro e nel maggio 1995 l'altare maggiore è stato riconsacrato e la chiesa è stata nuovamente riaperta al culto. Il 3 febbraio 2001 nella sala è stata consacrata una copia del dipinto raffigurante la Vergine nera di Częstochowa donata dai cattolici polacchi che vivono nella parrocchia. Nuovi lavori di ristrutturazione, stavolta limitati agli interni, sono stati realizzati nel 2018 ed hanno riguardato l'impianto elettrico, la ritinteggiatura e la riprogettazione del presbiterio col necessario adeguamento liturgico.

## Descrizione

### Esterni
La chiesa si trova nel centro urbano di Görlitz, stato federale della Sassonia in Germania. Sorge vicino al parco cittadino e mostra orientamento verso sud e la facciata a capanna è caratterizzata dal grande portale di accesso con arco a tutto sesto compreso in un protiro poco sporgente e sormontato in asse da un grande rosone che porta luce alla sala. La facciata si conclude superiormente con la torre campanaria posta centralmente e sul tetto. La cella si apre con quattro finestre a bifora e la copertura si conclude con una grande cuspide acuta. Sul sagrato si trova l'importante gruppo marmoreo raffigurante la Crocifissione, oggetto di interventi restaurativi e conservativi nel 1994.

### Interni
La sala è divisa in tre navate. La pala dell'altare maggiore raffigura Cristo sulla croce, è attribuita a Julius Zimmermann ed è stata donata dal re di Baviera Ludovico I. La pala sull'altare laterale sinistro raffigura il duca San Venceslao. Nell'abside le 5 finestre ad arco hanno vetrare policrome e raffigurano San Paolo, San Pietro, San Massimiliano von Pongau, San Giovanni Evangelista e Sant'Alberto Magno.

### Monumento architettonico protetto
La chiesa della Santa Croce di Görlitz è un monumento protetto dello stato federale della Sassonia con l'ID 09280975.